# 法律史
法制史（legal history；history of law）是法律及相關制度发展的历史，相較於狹義的法律史僅著重於法律本身的演進，一般法制史所包含的範圍較廣，除法律本身之外，及於其他與法律相關制度以及法律實行的情況和與社會之間的關係，廣義的法律史則與法制史同義。
法律思想史是关于法律思想的历史，有别于法制史，法制只有执政者才能创制，而法律思想人人皆可有之。法律思想史包括中国法律思想史和外国法律思想史。中国法律思想史以儒家的礼治为正统，春秋战国时重要的法律思想在墨家、道家等流派上有所附会。秦汉至鸦片战争时期重要的流派有黄老学派。法律永远离不了政治，在中国法律思想史上中国的政治家如洪秀全、孙中山都鲜明地提出了自己的法律思想。丰富多采的法律思想除中国外，还有西方及其它许多国家如希腊、埃及、印度和罗马，两河流域以及伊斯兰教各国、日本和俄罗斯等国。但就丰富性及影响性，首推西方。在西方法律思想史上，正是在罗马帝国前期，第一次形成了职业法学家集团，第一次出现了法学派别。到了中世纪，神学占据西欧法律思想。现代西方法律思想主流是比较法学。

## 中国法制史
“法”字的来源：「法」的中文古字「灋」，右半邊的那個字是象徵的神獸獬豸。獬豸是外觀似羊，也有人說似鹿，見有人有糾紛，獬豸會用角撞倒理屈的一方，並且把他吃掉。因此，獬豸往後就有像徵正義，代表司法的角色。西方同樣也有類似傳說，希臘神話之中正義女神左手拿天平，衡量世間的善惡與是非，右手拿劍懲治世間上的惡人，讓世界上的惡人受到制裁。雙眼矇著眼罩，避免因為被告的家世背景、權力地位及容貌而影響到判斷。

## 西方法制史

### 法西斯主义法律思想
1933年3月24日制定授权法，立法、外交、修宪等重大权力转交希特勒内阁，这就实现了德国法西斯主义思想是一切根本法律的基础。法西斯主义法律思想的理论基础之一是新黑格尔主义法学派。法西斯主义法学家有卡尔·施米特和马丁·海德格尔。

## 世界著名法学家、思想家
- 柏拉图
- 亚里士多德
- 西塞罗
- 托马斯
- 马基雅维利
- 博丹
- 格劳秀斯
- 科克
- 霍布斯
- 洛克
- 孟德斯鸠
- 卢梭
- 罗伯斯庇尔
- 普芬多夫
- 贝卡里亚
- 萨维尼
- 奥斯丁
- 梅恩
- 边沁
- 耶林
- 施塔姆勒（英语：Rudolf Stammler）
- 柯勒（英语：Josef Kohler）
- 霍姆斯
- 庞德
- 弗兰克
- 富勒
- 狄骥
- 耶利内克
- 拉德勃鲁赫
- 坎托罗维奇
- 李斯特
- 埃利希
- 凯尔森
- 龙勃罗梭
- 彼得拉日茨基
- 维辛斯基
- 叶夫根尼·帕舒卡尼斯
- 斯图奇卡
- 穗積陳重（英语：Hozumi Nobushige）
- 美浓部达吉
- 牧野英一（日语：牧野英一）
- 德沃金
- 哈特
- 罗尔斯
- 王澤鑑

## 法学学派
- 注释法学派
- 人文主义法学派
- 古典自然法学派
- 历史法学派
- 新康德主义法学派
- 新黑格尔主义法学派
- 实证主义法学派
- 社会学法学派
- 自由法学派
- 现实主义法学派
- 利益法学派
- 斯堪的纳维亚法学派
- 心理学法学派
- 政策法学派
- 新分析法学派
- 新自然法学派
- 新托马斯主义法学派

## 延伸閱讀
- The Oxford History of the Laws of England. 13 Vols. Oxford University Press, 2003–. (Six volumes to date （页面存档备份，存于）: Vol. I (Canon Law and Ecclesiastical Jurisdiction from 597 to the 1640s), vol. II (871–1216), vol. VI (1483–1558), vols. XI–XIII (1820–1914))
- The Oxford International Encyclopedia of Legal History. Ed. Stanley N. Katz. 6 Vols. Oxford University Press, 2009. (OUP catalogue （页面存档备份，存于）. Oxford Reference Online （页面存档备份，存于）)
- Potz, Richard: Islam and Islamic Law in European Legal History, European History Online, Mainz: Institute of European History, 2011, retrieved: November 28, 2011.

## 外部連結
- The Legal History Project (Resources and interviews) （页面存档备份，存于）
- Some legal history materials
- The Schoyen Collection
- The Roman Law Library by Yves Lassard and Alexandr Koptev.
- CHD Centre for Legal History - Faculty of Law, University of Rennes 1
- Centre for Legal History - Edinburgh Law School
- The European Society for History of Law （页面存档备份，存于）
- Collection of Historical Statutory Material （页面存档备份，存于） - Cornell Law Library
- Historical Laws of Hong Kong Online - University of Hong Kong Libraries, Digital Initiatives
- Basic Law Drafting History Online （页面存档备份，存于） -University of Hong Kong Libraries, Digital Initiatives
- 法律思想网